# 이철 (1966년)
이철(李徹, 1966년 7월 8일~)은 대한민국의 정치인이다. 제11·12대 전라남도의원이다.

## 학력
- 동신대학교 체육학과 졸업
- 동신대학교 대학원 환경공학과 졸업
- 조선대학교 공공행정학과 행정학 박사

## 경력
- 완도청년회의소(JC) 회장
- 완도군축구협회 회장
- 국제라이온스협회355-B2지구 총재
- 더불어민주당 전라남도당 완도연락소장
- 2018. 7.~2022. 6. 제11대 전라남도의회 의원
- 2022. 7.~ 제12대 전라남도의회 의원
  - 2024. 7.~ 제12대 전라남도의회 후반기 부의장

## 역대 선거 결과
|  | 8.70% |

|  | 41.08% |

|  | 39.10% |

|  | 62.63% |